# Mittelland
Mittelland, på tysk også Schweizer Mittelland ("Det schweiziske mellemland"), er et lavtliggende landskab i Schweiz. Det består af fladere partier samt en del åse, så højden over havet hovedsagelig ligger mellem 400 og 600 m. Det udgør et af de tre hovedlandskaber i Schweiz og ligger mellem de to andre: de schweiziske Alper i syd og Jurabjergene i nord. Desuden er det afgrænset af de to indsøer Genèvesøen i vest og Bodensøen i øst.
Mittelland udgør kun 30% af arealet i Schweiz, men rummer cirka 65% af befolkningen, altså omkring 5 millioner mennesker. Dette betyder, at Mittelland er tæt befolket med ca. 380 indbyggere pr. km². Landskabet omfatter alle schweiziske byer med mere end 50.000 indbyggere med undtagelse af Basel og Lugano. De vigtigste er Zürich, Genève, Bern og Lausanne. 
- Wikimedia Commons har flere filer relateret til Mittelland

47°06′N 7°24′Ø / 47.1°N 7.4°Ø